# دهستان آهیا
دهستان آهیا (به لاتین: Ahja Parish) یک سکونتگاه مسکونی در استونی است که در شهرستان پولوا واقع شده‌است.

## خصوصیات
دهستان آهیا ۷۲٫۱۰ کیلومترمربع مساحت و ۱٬۱۱۵ نفر جمعیت دارد.